# Санта Венера Грота (Месина)
Санта Венера Грота је насеље у Италији у округу Месина, региону Сицилија.
Према процени из 2011. у насељу је живело 153 становника. Насеље се налази на надморској висини од 102 м.